# Пежо тип 13
Пежо тип 13 (фр. Peugeot Type 13) је моторно возило произведено између 1895. - 1896. од стране француског произвођача аутомобила Пежо у њиховој фаубрици у Валентину. У том раздобљу је укупно произведено 5 јединица.
Возило покреће Дајмлеров двоцилиндрични четворотактни В-мотор мотор који је постављен позади, а преко ланчаног склопа је пренет погон на задње точкове. Његова максимална снага била је 3,75 КС, запремина 1645 cm³.
Тип 13 има међуосовинско растојање од 155 цм, дужина возила 285 цм, ширина возила 153 цм, а висина возила 160-240 цм. Облик каросерије је караван и има места за две особе. Један од пет произведених примерака је фетон са надстрешницом (балдахином).